# Drosophila perissopoda
Drosophila perissopoda är en tvåvingeart som beskrevs av Elmo Hardy 1965. Drosophila perissopoda ingår i släktet Drosophila och familjen daggflugor.
Artens utbredningsområde är Hawaii.